# Kiseki (bài hát GReeeeN)
Kiseki(キセキ, Kakekotoba của "奇跡(phép màu)" và "軌跡(quỹ đạo)") là đĩa đơn thứ bảy của GReeeeN trong tổng số. Phát hành vào ngày 28 tháng 5 năm 2008.
Đây là bài hát chủ đề của bộ phim truyền hình "ROOKIES" (phát sóng từ ngày 19 tháng 4 đến ngày 26 tháng 7 năm 2008) về chủ đề bóng chày của trường trung học.
Trên bảng xếp hạng đĩa đơn Oricon ngày 9 tháng 6 năm 2008, GReeeeN đã giành vị trí đầu tiên kể từ khi ra mắt với tư cách là một đĩa đơn và album. . Ngoài ra, bài hát còn đứng thứ 4 trên bảng xếp hạng đĩa đơn thường niên 2008 Oricon. Năm thứ hai liên tiếp vào năm 2008 và 2009, Kiseki đứng đầu trong bảng xếp hạng karaoke hàng năm của Oricon. Ngoài ra, đĩa đơn này còn đứng ở vị trí số 1 trên Bảng xếp hạng Karaoke hàng tuần của Oricon vào ngày 28 tháng 12 năm 2009, và tiếp tục giữ vị trí số 1 trong hơn 5 tháng liên tiếp.